# 魚津市立星の杜小学校
魚津市立星の杜小学校（うおづしりつほしのもりしょうがっこう）は、富山県魚津市住吉にある小学校。

## 概要
魚津市内のうち、下中島・上中島・松倉の3地区を通学区域としている。
校舎は旧住吉小学校跡に新築された木造3階建てである。これは文部科学省による「木の学校づくり先導事業」による支援を受け、建築基準法の一部を改正する法律（平成27年6月4日公布）、法第21条及び27条を踏まえて建設された、小学校校舎では全国初のケースであり、魚津産の木材が97%を占めている。延床面積4,950.09 m2（既存体育館除く）、総事業費約20億7,000万円。設計は東畑建築事務所および鈴木一級建築士事務所。初年度の児童数は299人。魚津市と『ふるさと教育推進も関する包括協定』を結んでいるYKK創業者の吉田忠雄（旧住吉小学校出身）らの功績を紹介する『ふるさと先人ミュージアム』も併設されている。
校歌の作詞はYKK AP取締役の吉田忠裕の三女の吉田朋美、作曲は高原兄が手掛けている。

## 沿革
- 2019年（平成31年・令和元年）
  - 1月 - 校舎完成[3]。
  - 2月8日 - 校舎の完成見学会を挙行[8]。この時点で校舎南棟と北棟が完成していた[5]。
  - 4月1日 - 住吉小学校、上中島小学校、松倉小学校と統合されて発足。
  - 4月4日 - 開校式典と最初の始業式挙行[9]。
  - 4月5日 - 第1回入学式挙行。最初の新入生は46名。この46名を含め、全校児童299名でスタートを切った[9]。
  - 11月末 - グラウンドおよび放課後学童施設が竣工[4]。
- 2020年（令和2年）
  - 1月7日 - 校舎西棟完成[10][11]。
  - 3月17日 - 第1回卒業証書授与式挙行。最初の卒業生は59名[12]。
  - 3月24日 - 2019年度最後の登校日。なお、修了式は行わず、担任教諭から「修了証」を渡す形を採った[12]。

## 周辺
- 富山県道135号富山滑川魚津線（旧国道8号）
- 富山県道137号堀江魚津線
- 富山地方鉄道本線西魚津駅
- あいの風とやま鉄道あいの風とやま鉄道線（旧JR西日本北陸本線） - ただし、学校付近に駅は無い。
- 魚津水族館
- ミラージュランド
- MEGAドン・キホーテUNY魚津店

## アクセス
- 富山地方鉄道本線西魚津駅から、徒歩約310m・約5分（直線距離は近いが、駅出口設置箇所と道路の関係で、距離がやや延びる）。
- 魚津市市民バス 「市街地巡回ルート」（西廻り・東廻り）で、「住吉2区」バス停から、約240m・約4分（学校付近では、「松倉ルート」も通るが、「住吉2区」バス停は通過となる）[13]。